# 37-й армейский корпус (Российская империя)
37-й армейский корпус — общевойсковое соединение (армейский корпус) Русской императорской армии. Образован в апреле 1915 года. Расформирован в начале 1918 года. Участвовал в Митаво-Шавельской операции в июле - начале августа 1915 г.

## В составе армий
- 12-й армии (12.08.1915 — 01.11.1916)
- 1-й армии (12.12.1916 — 01.06.1917)
- 5-й армии (08.06 — декабрь 1917)

## Командиры
- Генерал-лейтенант Леонид-Отто Оттович Сирелиус (апрель — июнь 1915)
- Генерал-лейтенант Н.Я Лисовский (июнь — сентябрь 1915)
- Генерал-лейтенант Поликарп Алексеевич Кузнецов (октябрь 1915 — январь 1916)
- Генерал от инфантерии Николай Александрович Третьяков (март 1916 — февраль 1917)
- Генерал-лейтенант Матвей Александрович Сулькевич (февраль — сентябрь 1917)
- Генерал-майор Антон Петрович Сымон (сентябрь — октябрь 1917)
- Генерал-лейтенант Матвей Александрович Сулькевич (октябрь 1917)